# Kamień (Pomerania)
Kamień (pronunciación en polaco: /ˈkamjɛj̃/) es un pueblo ubicados en el distrito administrativo de Gmina Debrzno, dentro del Condado de Człuchów, Voivodato de Pomerania, en Polonia del norte. Se encuentra aproximadamente a 8 kilómetros al norte de Debrzno, a 12 kilómetros al suroeste de Człuchów, y a 126 kilómetros al suroeste de la capital regional Gdańsk.
El pueblo tiene una población de 113 habitantes.